# Levantamiento de la Cosecha de Otoño

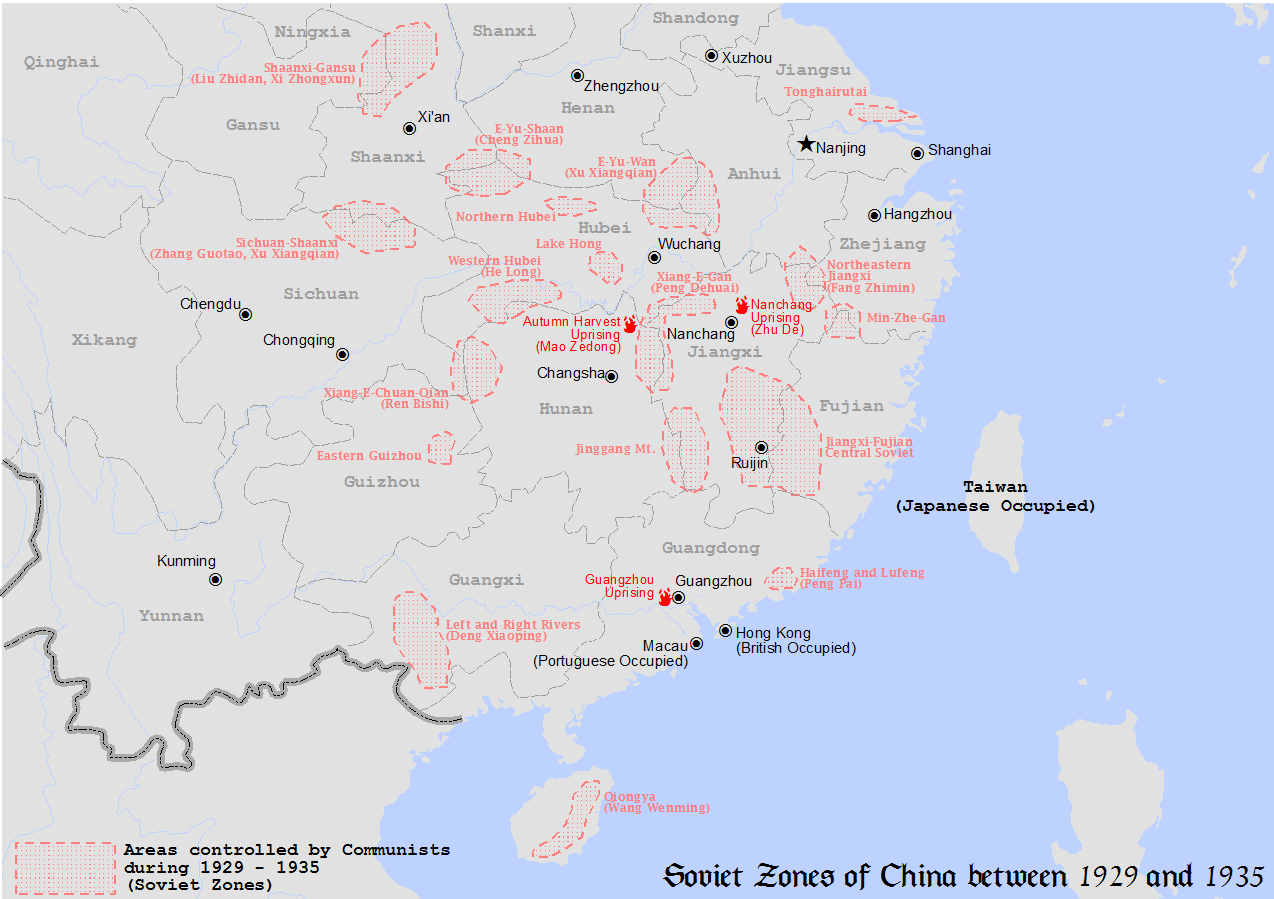
Localización del Alzamiento de la Cosecha de Otoño.

El Levantamiento de la Cosecha de Otoño (en chino tradicional, 秋收起義; en chino simplificado, 秋收起义; pinyin, Qīushōu Qǐyì)  es el nombre dado a una sublevación liderada por Mao Zedong en 1927 en China, específicamente en las provincias de Hunan y Jiangxi. Esto corresponde, junto con la matanza de Shanghái y la Revuelta de Nanchang, uno de los elementos que marcaron el comienzo de la guerra civil china.

## Contexto
En marzo de 1926, como consecuencia de un posible golpe de Estado, Chiang Kai-shek expulsó a todos los comunistas de su partido Kuomintang (KMT), al mismo tiempo que ocurría el Incidente del buque de guerra Zhongshan. Esto causó las primeras tensiones que llevaron al estallido de un motín, pero en abril de 1927, el KMT se separó completamente del Partido Comunista, calmándose así las revueltas  obreras en Shanghái. Esto conllevó a una purga generalizada contra los viejos aliados.
Wang Jingwei, líder de la izquierda del KMT, inicialmente había sostenido el pacto con los comunistas.
A partir del 1 de agosto, algunos militares comunistas se sublevaron durante la Revuelta de Nanchang. El 7 de agosto, el comité central del Partido Comunista mantuvo en Hankou una reunión con el fin de condenar a Chen Duxiu, el cual había defendido la alianza con el Kuomintang, y de controlar las revueltas que se producían en el medio rural, apoyando así las reivindicaciones de los campesinos para concederles más derechos a estos.

## Sublevación

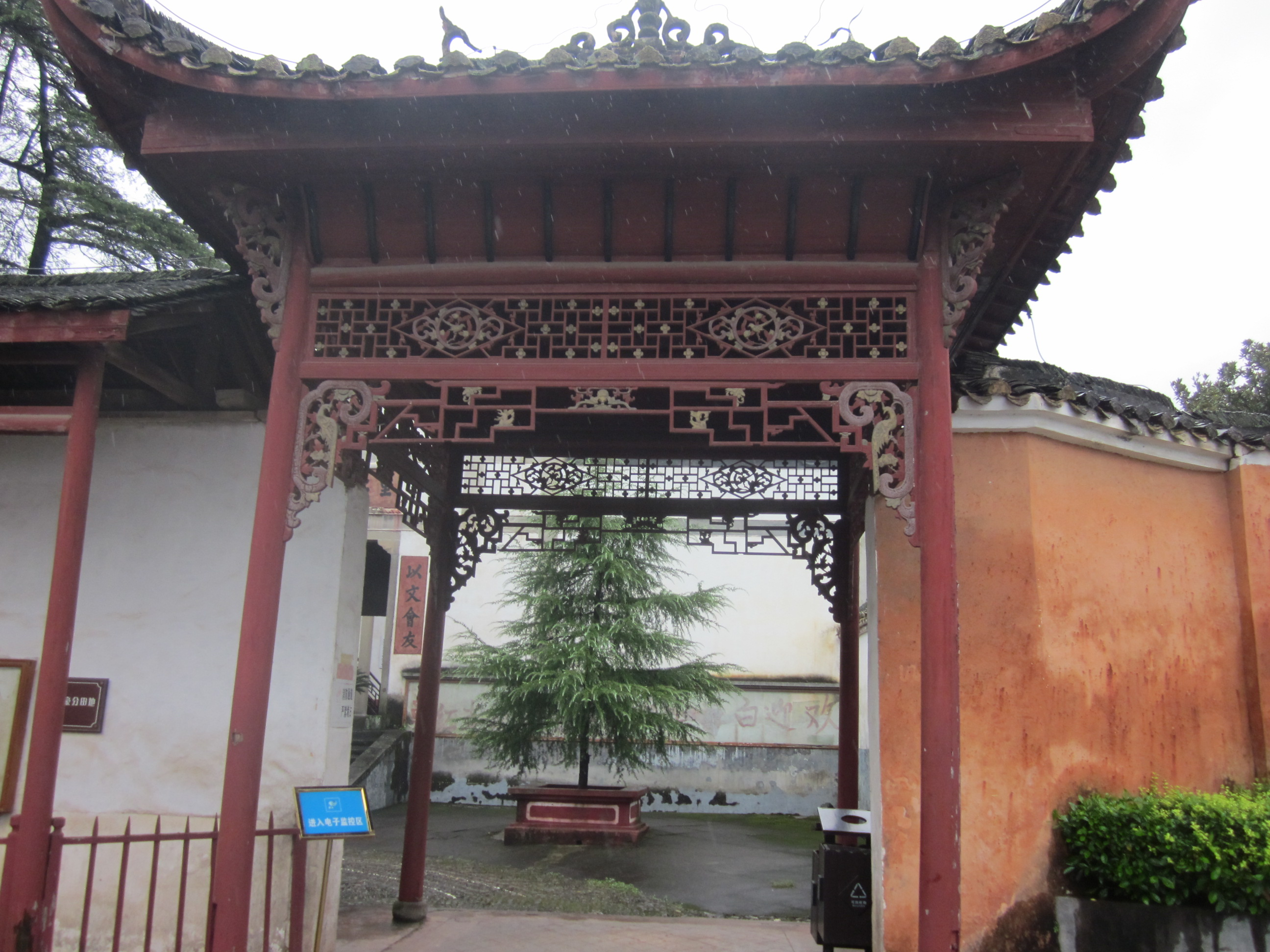
Centro de control del Alzamiento de la Cosecha de Otoño en Liuyang, Hunan.

Mao Zedong volvió a su provincia, Hunan, y como enviado especial del Comité Central, organizó una armada de campesinos, presentada más tarde como la Primera División Oficial del Ejército Rojo, constituida de facto desde la Revuelta de Nanchang.
A partir del 9 de septiembre, sus tropas dirigieron un levantamiento militar contra los terratenientes en la frontera entre Hunan y Jiangxi, y proclamaron la entrada en vigor de un sóviet. Sin embargo, las fuerzas dirigidas por Mao no fueron capaces de soportar las tropas del KMT ni de tomar Changsha como esperaba: sus hombres se dispersaron y en poco tiempo fue capturado por milicias organizadas por los terratenientes. Mao consiguió escapar y se dio a la fuga. Reunió a los hombres que le quedaban y se rindió con ellos en Jiangxi, donde incorporó a su tropa de campesinos, grupos de mineros en rebelión. Finalmente, se aisló en los Montes Jinggang, allí sus hombres se unieron al bando de otros líderes comunistas como Zhu De y Zhou Enlai, los cuales eran supervivientes de la Revuelta de Nanchang.
Mao y Zhu De desarrollaron entonces una estrategia basada en la implantación rural y la utilización de tácticas de guerrilla, triunfando en la toma de control de varias regiones, que se federaron en 1931 en la República Soviética de China.